# Wereldkampioenschap dammen 1951 (match)

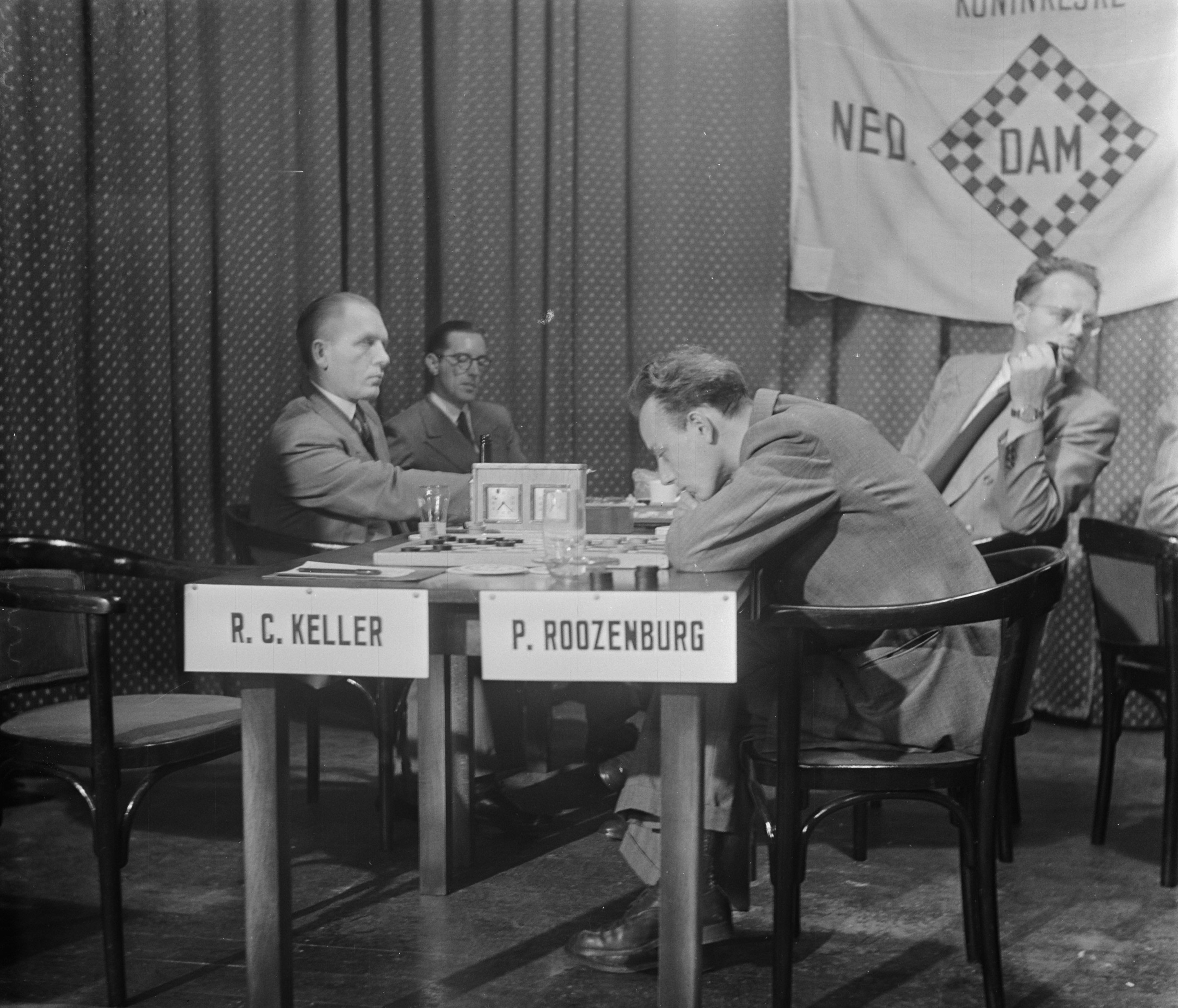
Keller vs. Roozenburg (WK 1951)

De match om het wereldkampioenschap dammen 1951 werd van maandag 1 september t/m zaterdag 29 september 1951 in diverse Nederlandse steden gespeeld door de Nederlanders Piet Roozenburg en Reinier Cornelis Keller. De match bestond uit 18 partijen. Keller speelde de eerste partij met wit en er werd gespeeld in een tempo van 1 uur per 25 zetten. Met een score van 19-17 prolongeerde Piet Roozenburg zijn wereldtitel.

## Rondes
| Ronde | Dag       | Datum             | Plaats    |
| ----- | --------- | ----------------- | --------- |
| 1     | zaterdag  | 1 september 1951  | Utrecht   |
| 2     | zondag    | 2 september 1951  | Amsterdam |
| 3     | vrijdag   | 7 september 1951  | Hilversum |
| 4     | zaterdag  | 8 september 1951  |           |
| 5     | zondag    | 9 september 1951  |           |
| 6     | zaterdag  | 15 september 1951 |           |
| 7     | zondag    | 16 september 1951 |           |
| 8     | maandag   | 17 september 1951 |           |
| 9     | dinsdag   | 18 september 1951 | Heerlen   |
| 10    | woensdag  | 19 september 1951 |           |
| 11    | donderdag | 20 september 1951 | Heerlen   |
| 12    | zaterdag  | 22 september 1951 | Apeldoorn |
| 13    | zondag    | 23 september 1951 | Haarlem   |
| 14    | maandag   | 24 september 1951 | Haarlem   |
| 15    | woensdag  | 26 september 1951 |           |
| 16    | donderdag | 27 september 1951 | Haarlem   |
| 17    | vrijdag   | 28 september 1951 |           |
| 18    | zaterdag  | 29 september 1951 | Amsterdam |

## Uitslagen
| Rang | Land | Naam                    | 1 | 2 | 3 | 4 | 5 | 6 | 7 | 8 | 9 | 10 | 11 | 12 | 13 | 14 | 15 | 16 | 17 | 18 | punten |
| ---- | ---- | ----------------------- | - | - | - | - | - | - | - | - | - | -- | -- | -- | -- | -- | -- | -- | -- | -- | ------ |
| 1    | NED  | Piet Roozenburg         | 1 | 2 | 1 | 1 | 1 | 1 | 1 | 1 | 2 | 1  | 1  | 1  | 1  | 0  | 1  | 1  | 1  | 1  | 19     |
| 2    | NED  | Reinier Cornelis Keller | 1 | 0 | 1 | 1 | 1 | 1 | 1 | 1 | 0 | 1  | 1  | 1  | 1  | 2  | 1  | 1  | 1  | 1  | 17     |

Toernooi:
1912 · 
1925 · 
1928 · 
1931 · 
1948 · 
1952 · 
1956 · 
1960 · 
1964 · 
1968 · 
1972 · 
1976 · 
1978/79 · 
1980 · 
1982 · 
1983 · 
1984 · 
1986 · 
1988 · 
1990 · 
1992 · 
1994 · 
1996/97 · 
2001 · 
2003 · 
2005 · 
2007 · 
2009 · 
2011 ·
2013 ·
2015 ·
2017 ·
2019 ·
2021 ·
2023 ·
2025

Match:
1932 · 
1933 · 
1934 · 
1936 · 
1936 · 
1937 · 
1938 · 
1945 · 
1947 · 
1951 · 
1954 · 
1958 · 
1959 · 
1961 · 
1965 · 
1968 · 
1969 · 
1972 · 
1973 · 
1974/75 · 
1979 · 
1981 · 
1983 · 
1984 · 
1985 · 
1987 · 
1990 · 
1991 · 
1993/94 · 
1996 · 
1998 · 
2003 · 
2004 · 
2006 · 
2009 ·
2013 ·
2015 ·
2016 ·
2018/19 ·
2022 ·
2024